# مخطط للمزولات الأفقية
مخطط للمزولات الأفقية أو مخطط لأقراص الساعة الأفقية هو مجموعة من التعليمات المستخدمة لبناء المزاول الشمسية في العصر الإسلامي الأفقية باستخدام تقنيات بناء الفرجار والمسطرة ، والتي كانت تستخدم لاحقًا على نطاق واسع في أوروبا من أواخر القرن الخامس عشر إلى أواخر القرن التاسع عشر. المزولة الأفقية [الإنجليزية] الشائعة هي إسقاط هندسي للمزولة الاستوائية على مستوى أفقي.
كانت الخصائص الخاصة للعقرب القطبي (العقرب المحوري) معروفة لأول مرة لدى عالم فلك شيعي عربي مغربي: عبد الحسن علي في أوائل القرن الثالث عشر وهذا مهد الطريق إلى ألواح الميناء، التي نعرفها، وهي ألواح ميناء حيث يكون للخطوط النمطية والساعات جذر مشترك.
على مر القرون استخدم الحرفيون طرقًا مختلفة لتحديد خطوط الساعات باستخدام الأساليب التي كانت مألوفة لديهم، بالإضافة إلى ذلك فقد أثار الموضوع اهتمام علماء الرياضيات وأصبح موضوعًا للدراسة. كان الإسقاط الرسومي يُدرَّس بشكل شائع في الماضي، على الرغم من أنه قد حل محله علم المثلثات واللوغاريتمات والمسطرة المنزلقة وأجهزة البرمجيات التطبيقية التي جعلت الحسابات الحسابية تافهة بشكل متزايد. كان الإسقاط الرسومي في يوم من الأيام الطريقة السائدة لتخطيط المزولة ولكن تم تهميشه وأصبح الآن محل اهتمام أكاديمي فقط.
نُشرَت أول وثيقة معروفة باللغة الإنجليزية تصف مخططًا للإسقاط الرسومي في أسكتلندا عام 1440 م، مما أدى إلى ظهور سلسلة من المخططات المميزة للموانئ الأفقية، كل منها يتميز بخصائص تناسب خط العرض المستهدف وطريقة البناء في ذلك الوقت.

## السياق

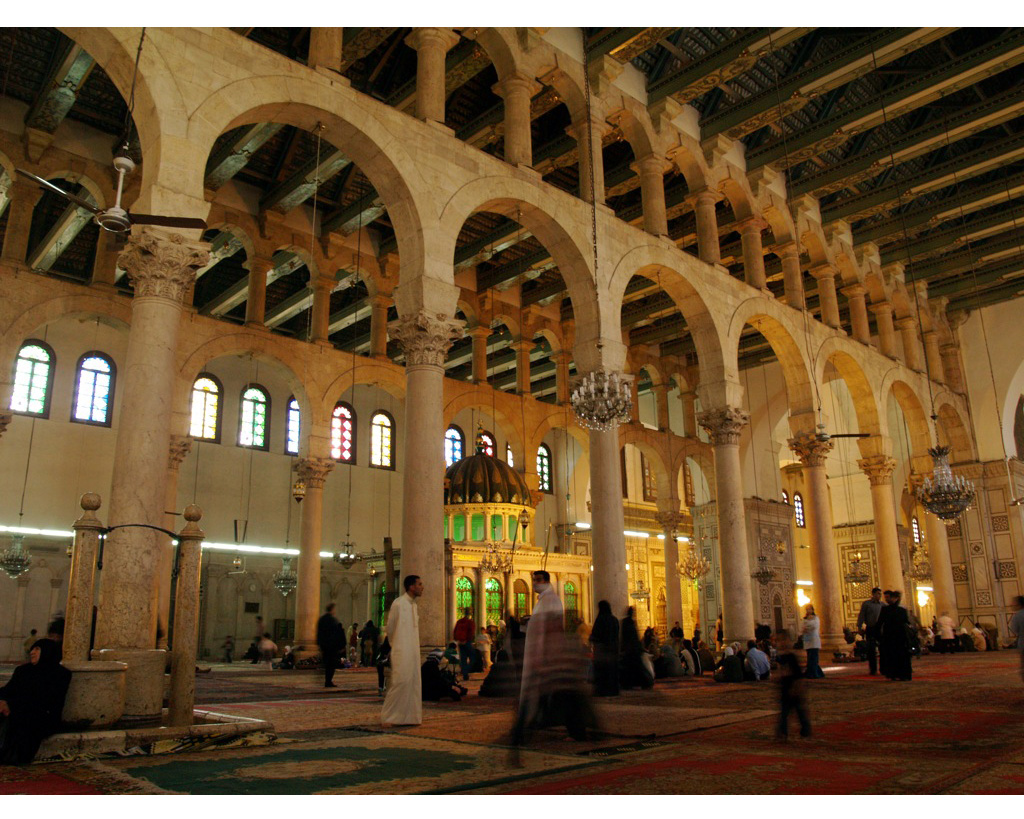
الجامع الأموي، المعروف أيضًا باسم الجامع الكبير في دمشق

إن فن تصميم المزولة هو إنتاج ميناء يعرض الوقت المحلي بدقة. وقد أبدى مصممو الساعات الشمسية اهتمامهم أيضًا بالرياضيات المستخدمة في تصميم الميناء والطرق الجديدة المحتملة لعرض المعلومات. بدأ الاتصال الحديث في القرن العاشر عندما توصل علماء الفلك العرب إلى الاكتشاف العظيم المتمثل في أن المزولة الموازية لمحور الأرض سوف تنتج ساعات شمسية تظهر خطوط الساعات المتساوية [الألمانية] في أي يوم من أيام السنة: قرص ساعة ابن الشاطر في الجامع الأموي في دمشق هو أقدم قرص من هذا النوع.ظهرت أقراص من هذا النوع في النمسا وألمانيا في أربعينيات القرن الخامس عشر.
يمكن وضع لوحة الاتصال، من خلال نهج عملي، مع ملاحظة ووضع علامة على الظل على فترات منتظمة طوال اليوم في كل يوم من أيام السنة. إذا كان خط العرض معروفًا، فيمكن وضع لوحة الاتصال باستخدام تقنيات البناء الهندسية التي تعتمد على هندسة الإسقاط ، أو عن طريق الحساب باستخدام الصيغ المعروفة وجداول المثلثات عادةً باستخدام اللوغاريتمات ، أو المساطر الحاسبة أو مؤخرًا بالبرمجيات التطبيقية أو الهواتف المحمولة. لقد وفَّر الجبر الخطي لغة مفيدة لوصف التحولات.
يستخدم مخطط المزولة مسطرة وحافة مستقيمة لتحديد الزوايا الأساسية لذلك خط العرض أولًا، ثم استخدام ذلك لرسم خطوط الساعات على لوحة قرص الساعة. في المصطلحات الحديثة، يعني هذا أنه تم استخدام التقنيات الرسومية لاستنتاج {\displaystyle \sin x} و {\displaystyle m\tan y} ومنه {\displaystyle \sin x.\tan y} 

### الحساب الأساسي
- استخدام ورقة كبيرة من الورق.
- يتم رسم خط أفقي بدءًا من الأسفل، وخط عمودي لأعلى باتجاه المركز. حيث يتقاطعان يصبح أصل الحرف O، قدم الغنومون.
- ارسم خطًا أفقيًا يحدد حجم القرص. حيث يعبر الخط المركزي هو نقطة بناء مهمة F
- يتم رسم خط البناء لأعلى من O عند زاوية خط العرض. [ج]
- باستخدام مربع (إسقاط خط) يتم رسم خط من F عبر خط البناء بحيث يتقاطعان بزاوية قائمة. تلك النقطة E، هي نقطة بناء مهمة. لكي نكون دقيقين، فإن الخط FE هو المهم لأنه طوله {\displaystyle \sin \phi } .
- باستخدام البوصلات أو المقسمات، تم نسخ طول FE إلى الأعلى في الخط المركزي من F. تسمى نقطة البناء الجديدة G. يتم محو خطوط البناء وFE.

تحديد قرص الإحداثيات 52° شمالاً. الخطوط الثلاثة الأولية.
تحديد خط العرض، وتحديد الطول {\displaystyle \sin \phi } ، والنسخ إلى G على العمودي.
المماس: تحديد الطول {\displaystyle \tan \theta }
مماس الجيب: رسم خطوط الطول {\displaystyle \sin \phi \tan h} حيث h هو عدد صحيح 0 .. 5

كانت مثل هذه الإنشاءات الهندسية معروفة جيدًا وظلت جزءًا من منهج المدرسة الثانوية (المدارس الثانوية في المملكة المتحدة) حتى ثورة الرياضيات الجديدة في سبعينيات القرن العشرين.
اُستُخدم المخطط الموضح أعلاه في عام 1525 (من عمل سابق عام 1440) على يد دورر ولا يزال مستخدمًا حتى اليوم. كانت المخططات البسيطة أكثر ملاءمة للموانئ المصممة لخطوط العرض المنخفضة، والتي تتطلب ورقة ضيقة للبناء، من تلك المخصصة لخطوط العرض الأعلى. وقد دفع هذا إلى البحث عن إنشاءات أخرى.

### صفية (الصافية)
كانت هذه طريقة مبكرة ومريحة للاستخدام إذا كان لديك إمكانية الوصول إلى الإسطرلاب كما كان العديد من المنجمين وعلماء الرياضيات في ذلك الوقت قد حصلوا عليها. تتضمن الطريقة نسخ إسقاطات الكرة السماوية على سطح مستو. تم رسم خط عمودي بخط عند زاوية خط العرض المرسوم على نصف القطر العمودي مع الكرة السماوية.

## طالع أيضًا
- قرص ساعة لندن [الإنجليزية]
- مخطط قرص ساعة تناقصة عمودية [الإنجليزية]

## ملحوظات
1. ↑  كان يتم قياس الوقت عن طريق تقسيم ساعات النهار على اثنتي عشرة ساعة باستخدام "ساعات غير متساوية"، والمعروفة باسم الساعات الإيطالية أو الساعات البابلية.
2. ↑  تنشر الجمعية البريطانية للمزولة الشمسية مسردًا لمصطلحات الحاسوب والرموز الشائعة الاستخدام لتمثيلها. يُمثَّل خط العرض فاي,خطأ رياضيات (خطأ في الصياغة): {\displaystyle \فاي }
 أو φ أو Φ.
3. ↑  تستخدم جميع الموانئ في هذه الرسوم التوضيحية خط عرض 52 درجة، وقد تم اختياره عشوائيًا ولكنه تقريبًا خط عرض حديقة بلتشلي أو لاهاي أو بيلفلد.

### الاستشهادات
1. ↑  "BSS Glossary". British Sundial Society. مؤرشف من الأصل في 2007-10-10. اطلع عليه بتاريخ 2011-05-02.
2. ↑  Jones 1980، صفحة 6.
3. ↑  Durell 1921.
4. ↑  Gunella 2013c.